# Магнус Єрнемір
Магнус Єрнемір  (швед. Magnus Jernemyr, 18 червня 1976) — шведський гандболіст, олімпійський медаліст.

## Виступи на Олімпіадах
| Олімпіада   | Дисципліна | Місце |
| ----------- | ---------- | ----- |
| Лондон 2012 | гандбол    | 2     |

## Зовнішні посилання
- Досьє на sport.references.com [Архівовано 16 грудня 2012 у Wayback Machine.]